# 卢沃托
卢沃托（法語：Louvetot，法語發音：[luvto]）是法国滨海塞纳省的一个市镇，属于鲁昂区。

## 地理
卢沃托（49°34'18"N, 0°42'47"E）面积7.37 平方千米，位于法国诺曼底大区滨海塞纳省，该省份为法国北部沿海省份，其西部及北部濒大西洋英吉利海峡，东起顺时针与索姆省、瓦兹省、厄尔省和卡爾瓦多斯省接壤。
与卢沃托接壤的市镇（或旧市镇、城区）包括：欧兹博斯克、布瓦伊蒙、莫莱夫里耶-圣热特吕德、图夫勒维尔-拉科尔伯利讷、里沃昂塞纳。

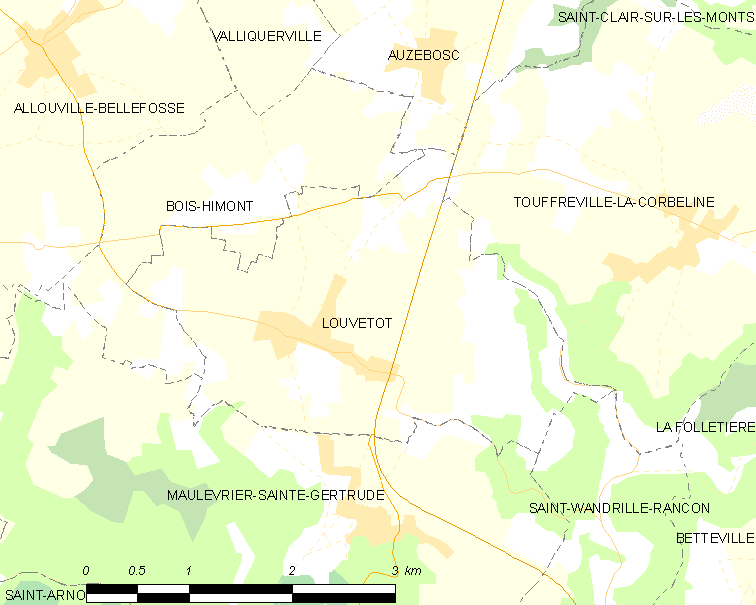
卢沃托的OSM定位图

卢沃托的时区为UTC+01:00、UTC+02:00（夏令时）。

## 行政
卢沃托的邮政编码为76490，INSEE市镇编码为76398。

## 政治
卢沃托所属的省级选区为塞纳河畔热罗姆港县。

## 人口

1962-2008年间卢沃托人口变化图示

卢沃托于2022年1月1日时的人口数量为775人。